# Anchon dukei
Anchon dukei är en insektsart som beskrevs av Capener 1972. Anchon dukei ingår i släktet Anchon och familjen hornstritar. Inga underarter finns listade i Catalogue of Life.